# Структура мінералів
Структура мінералів — внутрішня будова мінералів, яка визначається розміщенням і взаємозв'язком структурних одиниць (атомі, йонів, молекул). За типом зв'язку між структурними одиницями виділяють мінерали гомодесмічні, гетеродесмічні і мезодесмічні, а за типом структурного мотиву (характером щеплення структурних одиниць) — координаційні, каркасні, острівні, ланцюжкові й шаруваті. Крім того, розрізняють структуру-господар — структура мінералу, в якій знаходяться ізоморфні домішки.
Розрізняють такі структури мінералів:
- структура-господар (структура мінералу, в якій знаходяться ізоморфні домішки);
- структура дефектна (структура, яка виникає при заміщені одних атомів іншими в порожнинах найщільнішої упаковки, а також унаслідок пропусків атомів в окремих вузлах кристалічної ґратки.

При цьому виникає відхилення від стехіометричного складу, напр., у структурі піротину деякі місця Fe залишаються незаповненими, що зумовлює надлишок сірки відносно стехіометричної формули FeS, і формула піротину набирає вигляду Fe1-nS); структура досконала (структура упорядкована); структура недосконала (структура невпорядкована); структура невпорядкована (структура, в якій спостерігаються відхилення від ідеальної кристалічної ґратки, викликані особливостями реального кристалу); структура упорядкована (структура, побудована трансляційним повторенням паралелепіпедів, ідентичних за розмірами, хім. складом і положенням структурних одиниць усередині пакетів за винятком зміщень, які викликані тепловими коливаннями).